# Biblia Torres Amat

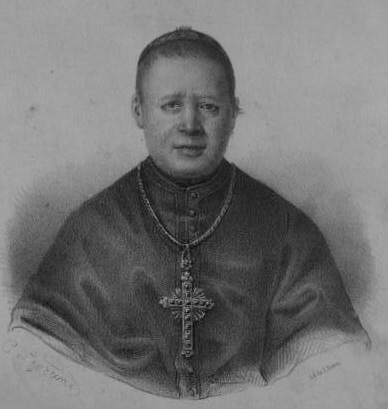
Félix Torres Amat, Obispo de Astorga y traductor de la biblia

La llamada Biblia Torres Amat es una traducción católica de la Biblia por Félix Torres Amat directamente de la versión de la Vulgata traducida por el jesuita José Miguel Petisco, revisada con sus respectivas ediciones en griego y hebreo. Fue la primera biblia Católica traducida al español en tener gran alcance. También se la ha llamado Biblia Petisco-Torres Amat.

## Historia
En su villa natal comenzó a estudiar Humanidades y en 1786 marchó a Tarragona para hacer la carrera de Filosofía y Teología en el estudio literario de aquella ciudad, que era parte y ramo de la Universidad de Cervera, y en ella consiguió el doctorado en 1794. Ese mismo año fue nombrado profesor de Filosofía del estudio tarraconense e introdujo en el mismo las matemáticas, disciplina a la que siempre tuvo gran afición. Dos años más tarde fue nombrado rector del seminario tarraconense y en 1802 comenzó a enseñar la Sagrada Escritura, pero interrumpió la docencia muy pronto porque en 1805 fue nombrado canónigo en la colegiata del real sitio de San Ildefonso, de la que era abad su tío Félix Amat, arzobispo titular de Palmira.
Extinguida la colegiata de San Ildefonso el 15 de junio de 1810, se trasladó a Madrid y durante dos años ejerció la cátedra de Retórica, Filosofía y Matemáticas en los Reales Estudios de San Isidro. Después de la ocupación francesa regresó a Cataluña junto con su tío, fue nombrado sacristán mayor de la Catedral de Barcelona y comenzó a destacar en la predicación con un sermón sobre la paz pronunciado en dicha catedral el 17 de abril de 1817, en el que dio pruebas evidentes de su espíritu conciliador; el 21 de enero de 1819 pronunció el elogio fúnebre en los funerales por la reina Isabel de Braganza, haciendo un elogio de la Monarquía pero evitando la exaltación eufórica que hacían entonces otros predicadores sobre la sacralidad del absolutismo regio.
En 1816 fue admitido como académico correspondiente de la Real Academia de la Historia y de la Academia de las Buenas Letras de Barcelona. Al proclamarse en Barcelona la Constitución liberal de 1820 fue llamado a formar parte de una Junta de siete miembros, que provisionalmente había de suplir a la Diputación provincial hasta que ésta se instalase conforme a las nuevas normas constitucionales. Su actuación moderada hizo que la Junta suprema de censura le nombrara como vocal para la provincia de Cataluña. Aceptada por el Gobierno, pero no por el Papa, la renuncia del obispo Sichar de Barcelona, el rey le nombró responsable de la administración de la diócesis, cargo que tuvo que aceptar porque el Gobierno no quiso aceptarle la renuncia. Por ello hubo de contentarse con que se le nombrara vicario general, ya que Sichar seguía siendo el obispo legítimo de Barcelona. Considerado por el nuncio Giustiniani como simpatizante o declarado regalista-jansenista por querer defender las obras de su tío, puestas en el Índice de Libros Prohibidos, se dedicó al estudio y en 1829 fue nombrado colector de anualidades de la provincia de Cataluña.
Presentado para el episcopado por Fernando VII en el verano de 1833, pocos días antes de su muerte, y superadas algunas dificultades y dudas sobre su pasado, fue preconizado obispo de Astorga el 20 de enero de 1834, cuando el rey ya había muerto, y consagrado en la Iglesia de San Felipe Neri, de Barcelona, el 1 de mayo de 1834, por el arzobispo de México, José Fonte Hernández. Gregorio XVI le nombró también prelado doméstico y asistente al solio pontificio. Su nombramiento pudo hacerse porque el nuncio Tiberi consideraba a Torres Amat candidato digno, y porque había traducido la Biblia al castellano, una obra meritoria aprobada por el cardenal de Toledo, que difícilmente concedía permiso para imprimir libros; dicha traducción conocería posteriormente numerosas ediciones de parte o de toda la obra acompañadas de notas de diversos autores: Páramo, Ogara, Díaz Monar, A. Tono, Ballester, etc.
Por consiguiente, nada había en contra de él ni tampoco existían excepciones canónicas para excluirlo, aunque no faltaron quienes se opusieron a su promoción al episcopado porque pesaba negativamente sobre su persona la actuación política que había tenido en Barcelona durante el Trienio Liberal (1820-1823); por ello, desde Roma se le exigió una retractación de sus errores. Tras tomar posesión fue a ocuparse de los negocios de su diócesis, en los que no pudo continuar mucho tiempo, porque poco después fue llamado a la Real Corte como miembro de la Junta Eclesiástica para el arreglo del culto y clero, presidida por el mencionado arzobispo Fonte.
En 1823 se publicó su traducción de la Biblia, basada en los textos traducidos por el jesuita padre José Petisco, por lo que en algunas ediciones modernas se ha añadido en la portada su nombre al de Torres Amat. 
En 1824 apareció incluido en el Índice el libro Observaciones pacíficas, de su tío Félix Amat, acusado de jansenismo.

## Traducción de la Biblia
Algunas de las características de su edición:
- Está traducida directamente de la Biblia Vulgata Latina al español, teniendo delante los textos hebreo y griego.

- Las notas al pie de página y las introducciones son eruditas y colocan las variantes de la Vulgata con los textos hebreo y griego.

- Dentro del texto bíblico aparecen paráfrasis, añadidos por el traductor en letra inclinada (letra itálica), a fin de explicar mejor el sentido del texto. Por estos añadidos se dijo que esta Biblia estaba llena de viruelas y también porque, en algunas ediciones, los asteriscos (*) remitían a las notas al pie de página.

- El nombre de Dios aparece como "el Señor", según la tradición de la Vulgata (nombrado Dóminus) y de la Septuaginta (Kyrios).

- Sigue la tradición católica de su época de leer el nombre de Dios en hebreo según la latinización de Jehová, pero solo aparece en las paráfrasis, en las notas y en los párrafos que presentan un resumen al principio de cada capítulo. El nombre Jehová aparece poco más de 20 veces.

- El nombre Adonai aparece 5 veces.

## Revisiones
Se han hecho algunas revisiones gramaticales del texto. La principal fue hecha por Mons. Juan Straubinger revisando y actualizando el texto en base al hebreo y griego. Esta revisión no se popularizó mucho salvo en Argentina, a pesar de tener una gran cantidad de elogios de los más grandes revisores de las sagradas escrituras. Otras revisiones, no tan profundas como la de Straubinger, hicieron sus intentos. Destacan las revisiones del P. Luis Robello CSSR, Felipe Ramos osb, y la de Ed. Océano en España.